# Maggie Wilson
Margaret Nales Wilson (sinh ngày 15 tháng 3 năm 1989) là một hoa hậu,diễn viên người Philippines. Sở thích của cô là nghệ thuật, lịch sử và nhạc rock.

## Đời tư
Cô là một học sinh của trường Al Hekma International School tại Jeddah, Ả Rập Xê Út.

## Phim truyền hình
| Phim                                    | Năm       | Hãng phim sản xuất | Vai trò                |
| --------------------------------------- | --------- | ------------------ | ---------------------- |
| Nữ hoàng sắc đẹp                        | 2010      | GMA Network        | Rebecca Rivas          |
| Sine Novela:Kaya Kong Abutin Ang Langit | 2009      | GMA Network        | Ellen                  |
| Darna                                   | 2009–2010 | GMA Network        | Lutgarda/Babaeng Linta |
| Sine Novela: Una Kang Naging Akin       | 2008      | GMA Network        | Annie Villanueva       |
| Fit & Fab                               | 2008–nay  | Q channel 11       | Host                   |
| Joaquin Bordado                         | 2008      | GMA Network        | Brianna                |
| Asian Treasures                         | 2007      | GMA Network        | Via                    |
| Darna                                   | 2005      | GMA Network        | Mananangal             |
| My Guardian Abby                        | 2006      | Q channel 11       | Badsy                  |
| Encantadia                              | 2005      | GMA Network        | Aera                   |
| Saang Sulok ng Langit                   | 2005      | GMA Network        | Bettina                |
| All Together Now                        | 2003      | GMA Network        | Various Role           |
| Kakabakaba Adventures                   | 2002      | GMA Network        | Maggie                 |